# Ermita de San Juan de la Montañeta (Santa María de Guía)
La ermita de San Juan de la Montañeta data de 1690 y se encuentra en el barrio de San Juan del municipio grancanario de Santa María de Guía de Gran Canaria, declarado Bien de Interés Cultural con la categoría de monumento por decreto 176/2018, de 10 de diciembre, publicado en el BOC n.º 245. Miércoles 19 de diciembre de 2018.

## Historia
De acuerdo con el modo de vida del momento y siguiendo los cánones del Derecho Canónico, el 4 de junio de 1690 el Alcalde y Regidor Perpetuo de la Isla Juan de Vitoria y Vélez de Guevara y su esposa María del Pino Acosta Luján fundan en unos terrenos hacia el sureste del casco de Guía, cerca del inicio del Barranco de las Garzas, tierras que son de su propiedad y que incluyen una pequeña loma o montañeta, una ermita consagrada al Santo Precursor San Juan Bautista. En la escritura de fundación exige a sus sucesores “la celebración del culto y aseo”, además de “una misa cantada el día del nacimiento de San Juan Bautista”.
Su ubicación se encuentra en la cima de la mencionada loma rocosa, razón por la cual esta ermita sería conocida como San Juan de la Montañeta.
Este sitio sería visitado por distintas autoridades eclesiásticas, como la del obispo Antonio Tavira (1793) y José Romo (1836).
Pero la ermita no siempre gozó de esplendor, ya que en distintos momentos de su historia fue objeto de abandono (fines del siglo XVIII, década de 1820…). Así se encontraba al llegar 1900, a la sazón convertida en pajar, razón por la que su nueva propietaria, María Antonia Aríñez Padrón, y su esposo Luis Molina Rodríguez se empeñan en rescatarla respetando sus elementos arquitectónicos tradicionales. Esta señora, que con cariño era conocida como “Mariquita Antonia”, tiene su nombre perpetuado en una inscripción que figura en el escalón superior de la escalinata que lleva a la plaza donde está la ermita, con fecha de 1927.
Es tan acogedor y espectacular el paraje de La Montañeta que no es extraño que distintas parejas lo eligiesen como su lugar de casamiento.

### estado actual
En estado ruinoso. Este marco singular es nuevamente objeto de desidia. A pesar de que recientemente ha sido declarado como Bien de Interés Cultural (BIC),ha sido de víctima varios actos vandálicos, razón por la cual las imágenes del titular y de Santa Bárbara han sido trasladadas a otro edificio de uso social (no han tenido la misma suerte las otras imágenes).

## Arquitectura

### Exterior
El modo en que fue construida se ajusta a la tradición insular: domina la sencillez del conjunto hecho en mampostería, que mide unos 68 m², en el que, como elementos que la singularizan, además de la ubicación elevada destaca el pórtico almenado que corona el frontis (una de las almenas laterales sirve como campanario). Su única puerta tiene arco de medio punto que está apoyado con jambas destacadas de cantería. Todo el templo está rodeado de bancos adosados o poyos.

### Interior
Su interior tiene artesonado ochavado con tirantes de sujeción decorados con lacería. El techo tiene curiosidad al añadido de varios relieves con forma de querubines.
Otros elementos del interior son el retablo, que no es tal, pues se trata de un efecto de engaña ojos pictóricos sobre la pared del fondo, así como la pila de agua bendita con ornamentación en volutas que recuerda la de la ermita de San Sebastián del casco urbano.
Dado el lugar estratégico en que se encuentra el Santuario, a la población aledaña se le conocería pronto con el topónimo de San Juan, importante zona agrícola de la comarca del noroeste insular, que llegó a aparecer como punto de referencia en algunos mapas en distintos momentos.

### Imaginería
La señora Aríñez puso el templo al servicio del barrio en el que se encuentra. Para ello adquirió una pequeña imagen de San Juan Bautista niño (modalidad que se conoce popularmente como “San Juanito”), al parecer traído desde Artenara, imagen que todo el año está en su trono de baldaquino con columnillas salomónicas. El titular, por decirlo de forma coloquial, tiene su “pareja” en una escultura también de pequeña escala y de candelero que representa a Santa Bárbara.
Ambas santidades siempre están juntas, ya que esta última acompaña al titular en su procesión de junio y San Juan hacía lo mismo en la desaparecida salida en diciembre de la Abogada contra los truenos y Patrona de astilleros.
La ermita contaba también con otras dos imágenes, estas aún de menor tamaño y de factura popular: el Niño Jesús y San Antonio de Padua.